# ۱۴ صفر
۱۴ صفر، چهاردهمین روز از ماه صفر در تقویم هجری قمری است.
در تقویم هجری قمری قراردادی این روز چهل و چهارمین روز سال است.

## درگذشتگان
- ۶۵۶ - مستعصم آخرین خلیفهٔ عباسی (۹ اسفند ۶۳۶)
- ۱۳۳۶ -آناستاس کرملی،  کشیش، روزنامه‌نگار، تاریخ‌نگار، ادیب و زبان‌شناس عراقی-لبنانی.